# هجوم إزغي
هجوم إزغي كان حادثًا إرهابيًا وقع في 15 فبراير 2014.
دخل مسلحون يشتبه في كونهم أعضاء في بوكو حرام قرية إزغي بولاية بورنو نيجيريا في الساعات الأولى من الصباح وقتلوا 105 رجلاً وامرأة مسنة. بعد أيام قليلة، حدثت مجزرة متكررة في نفس القرية. كان هذا جزءًا من موجة الهجمات التي شنتها بوكو حرام في فبراير 2014، وقعت مذبحة كوندوغا في نفس التاريخ.
توجهت مجموعة من الناس إلى قرية إيزغي الزراعية المسيحية في ولاية بورنو وقتلت 106 أشخاص. والمسلحون المشتبه بهم أعضاء في بوكو حرام. «قتل أكثر من 100 شخص ويشتبه في أن بوكو حرام في هجوم على قرية زراعية صغيرة هي إزغي في بورنو نيجيريا». اضطر أحد الأشخاص الذين شاركوا في الهجوم إلى القفز على الأسوار لإنقاذ حياته. «تسلّق أحد الناجين من الهجوم سياج منزله وزحف لحوالي 40 دقيقة حتى وصل إلى بر الأمان». وقع الهجوم مساء يوم السبت في 16 فبراير 2014. «كان سكان القرية الذكور الهدف الرئيسي لإطلاق النار مساء السبت».
كان المكان الذي وقع فيه الهجوم قرية إزغي، وهي قرية في نيجيريا. «انتقلوا من باب إلى باب بحثًا عن السكان المختبئين». وقع الهجوم من أجل دفع الأمة إلى الدخول في حرب. «عند اختيار الكنائس كأهداف للتفجيرات، يرى الكثيرون محاولة لدق إسفين بين المسيحيين والمسلمين وربما دفع نيجيريا إلى حرب أهلية يغذيها التطرف الديني على الجانبين». وصادف أن دخل المهاجمون القرية وقتلوا عدة مدنيين.